# Pierre Karleskind
Pierre Karleskind (Melun, 19 ottobre 1979) è un oceanografo e politico francese.
Membro di La République En Marche, è eurodeputato dal 2019 al 2024 e presidente della commissione per la pesca del Parlamento europeo dal 2020 al 2024.

## Biografia
Oceanografo laureato all'École polytechnique e specializzato all'Università Pierre e Marie Curie, ha partecipato ad una missione di studio delle microalghe nell'Oceano Indiano a bordo della nave di ricerca RV Melville.
Entra in politica nel Partito Socialista nel 2005 venendo eletto prima consigliere comunale di Brest e poi nel 2010 consigliere regionale della Bretagna.
Nel 2016 passa a La République En Marche, collabora alla stesura del programma della candidatura presidenziale di Emmanuel Macron e viene nominato referente del partito per il dipartimento di Finistère.
Nel 2019 si candida alle elezioni europee nelle liste di La République En Marche e viene eletto eurodeputato. Nel febbraio 2020, dopo la Brexit, diviene presidente della commissione per la pesca del Parlamento europeo sostituendo il britannico Chris Davies.